# Solo i fiori sanno...
Solo i fiori sanno... (花のみぞ知る?, Hana nomi zo shiru) è un manga yaoi/shonemen-ai di Rihito Takarai. Pubblicato sulla rivista Craft dall'editore Tayo Tosho, in italia è stato edito da Flashbook Edizioni.
L'opera ha avuto anche due seguiti spin-off: Hana no migoro ni (花のみごろに?) e Hana no miyako de (花のみやこで?), pubblicati poi in unico volume dall'editore giapponese nel 9 marzo 2013 successivamente portato in Italia dalla FlashBook Edizioni con il nome di Alla capitale dei fiori.

## Trama
L'incontro-scontro con Shota Misaki, porta il giovane universitario Yoichi Arikawa a rimanere profondamente turbato: il ragazzo gli appare ossessivamente in sogno. Quando riesce a reincontrarlo grazie ad un amico nella stessa facoltà di Agraria, Yoichi gli dichiara i suoi sentimenti. Schivo, Shota fugge via, ma i due si incontrano ancora al laboratorio di scienze agrarie, poiché il professor Tsujimura ha assunto da poco il volenteroso Arikawa come aiutante non specializzato.
Il solitario Misaki finisce per apprezzare sempre più la compagnia e il carattere solare del compagno di laboratorio, ma ad ogni iniziativa di Arikawa Shota preferisce ritirarsi. A questo si aggiunge l'ombra della presenza del tutore di Shota, Satoshi Kawahata. Questi, ben possessivo nei confronti del ragazzo, ostacola la relazione tra i due universitari e, vistosi sconfitto, cerca persino di possedere il giovane con la forza.
Quando Misaki gli si oppone e lo rinsavire, Kawahata riconosce di non essere mai riuscito ad accertarsi come omosessuale e di aver perso così l'occasione di dichiararsi a tempo debito al giovane Misaki. Questi, ormai libero dall'influenza dell'uomo, accetta apertamente i sentimenti di Yoichi e i due, ormai una coppia, iniziano a convivere. 

### Hana no migoro ni
Anni dopo, ormai laureatisi ma ancora assieme, Shota e Yoichi vengono invitati a pranzo dalla famiglia di quest'ultimo. In imbarazzo dato che la loro relazione non è ancora nota ai genitori del giovane, la cosa passa in secondo piano quando Shota conquista le attenzioni della sorella maggiore di Yoichi, nel campo della moda. Questa,fa indossare al ragazzo dei vestiti da donna col pretesto di mostrargli le proprie creazioni.

### Hana miyako de
Anni prima, alla stessa università studiano l'allora giovane Motoharu Tsujimura e Akira Hazumi. Il primo è il figlio minore di una famiglia benestante che, messo in ombra dal fratello di successo, trascorre le sue giornate a bighellonare nel quartiere dei piaceri, cliente di sale da tè e geisha; il secondo è invece di umili origini e solo con duri sforzi è riuscito ad accedere alla facoltà di agraria. I due, nonostante la differenze di ceto sociale, erano stati grandi amici da bambini finché l'inaspettata dichiarazione d'amore di Motoharu per Akira ha portato all'improvviso allontanamento tra i due.
Ritrovatisi come compagni di studi, Akira cerca di evitare il vecchio amico, ma poi lui stesso cede e bacia Motoharu salvo poi scusarsi del trasporto. Akira spiega che sebbene abbia da sempre ricambiato i sentimenti del compagno, ha sempre dovuto sopprimerli e nasconderli perché promesso in matrimonio già dall'infanzia ad una ragazza di buona famiglia, per interesse dei rispettivi genitori.
Consapevoli di non poter mai stare assieme come vorrebbero, i due consumano il loro amore per quattro giorni, saltando le lezioni e i rispettivi impegni privati. Tempo dopo, Akira si sposa acquistando il cognome Misaki.
Anni dopo il nipote di Akira, Shota, si presenta al laboratorio di Motoharu.

## Personaggi
Yoichi Arikawa (有川 洋一?, Arikawa Yōichi)
Studente universitario di giurisprudenza, l'incontro improvviso con Shota lo porta a rintracciare il ragazzo, per il quale nutre dei sentimenti di natura romantica, a lasciarsi con la fidanzata Kanami e ad accettare il lavoro supplementare di tecnico del laboratorio di agraria. Solare e testardo, di fronte al rifiuto e alla fuga di Misaki, Arikawa reagisce senza mai darsi per vinto.
Shota Misaki (御崎 詔太?, Misaki shōta)
Orfano di entrambi i genitori, si è stabilito poi dal nonno che, taciturno e solitario esperto di botanica, ha poi influenzato il carattere e gli interessi del nipote. Dopo aver perso anche il nonno Misaki si è molto avvicinato a Satoshi Kawabata, allievo del nonno, l'attrazione e il legame amoroso che univa i due è stato però bruscamente reciso da Satoshi stesso e il rifiuto ha sempre condizionato Shota che da un lato ha preferito così sottrarsi ai rapporti umani e negarsi ogni esperienza sentimentale, dall'altro ha reso succube il giovane di Satoshi, dal quale non è mai riuscito ad emanciparsi. Diffidente nei confronti di Yoichi, Shota è incapace di accettare la propria omosessualità e perciò continua a sognare di poter essere nato donna finché, proprio la relazione con il compagno di laboratorio gli permette di liberarsi dai pregiudizi.
Satoshi Kawabata
Allievo del nonno di Misaki e suo compagno di ricerche botaniche, morto il professore, si prende cura del giovane, che lo considera ormai una figura familiare di fratello maggiore.
Quando però prende l'iniziativa e cerca di svelare i sentimenti romantici che lo legano al ragazzo, che lo ricambia, spaventato ed incapace di accettare con serenità i sentimenti omosessuali, finisce per allontanarsi da Misaki e trovarsi una compagna. Sentendosi tradito, anche Shota prende le distanze da Satoshi che, tuttavia, seguita grazie alla veste formale di tutore a controllare ossessivamente il ragazzo. Solo dopo averlo visto coinvolto nella relazione con Arikawa, cerca di abusare di lui, ma le parole di Misaki finiscono per donargli una nuova consapevolezza e comprensione di sé.
Ikejima
Amico di Yoichi della facoltà di Agraria, è lui che permette a Yoichi di rintracciare lo sfuggente Shota.
Kanami Fujimori
Ragazza di Yoichi, sentendosi trascurata dal fidanzato, preferisce prendere l'iniziativa e troncare la storia con lui.
Motoharu Tsujimura
Docente universitario e responsabile del laboratorio di Agraria, è una figura di riferimento per il solitario Misaki.
Anni prima Motoharu è stato compagno di studi ed amante di Akira Hizumi, nonno di Shota Misaki. La storia d'amore tra i due è tuttavia terminata con il matrimonio combinato del giovane Hizumi.
Akira Hizumi, poi Misaki
Nonno di Shota e vecchio amico ed amante di Motoharu Tsujimura. Di origini modeste, ha acconsentito al matrimonio organizzatogli dalla madre sebbene ricambiasse sin dall'infanzia l'amore che lo univa a Motoharu.

## Volumi
| Nº | Titolo italiano Giapponese 「Kanji」 - Rōmaji                     | Data di prima pubblicazione              | Data di prima pubblicazione        |
| Nº | Titolo italiano Giapponese 「Kanji」 - Rōmaji                     | Giapponese                               | Italiano                           |
| 1  | Solo i fiori sanno... 1 「花のみぞ知る 1」 - Hana nomi zo shiru   | 25 dicembre 2010 ISBN 978-4-8130-5290-6  | 13 marzo 2015 ISBN 978-8861695030  |
| 2  | Solo i fiori sanno... 2 「花のみぞ知る 2」 - Hana nomi zo shiru 2 | 15 novembre 2011 ISBN 978-4-8130-5338-5  | 23 maggio 2015 ISBN 978-8861695153 |
| 3  | Solo i fiori sanno... 3 「花のみぞ知る 3」 - Hana nomi zo shiru 3 | 1º settembre 2012 ISBN 978-4-8130-3006-5 | 30 luglio 2015 ISBN 9788861695269  |